# نیا کافی
نیا کافی (انگلیسی: Nia Coffey؛ زادهٔ ۱۱ ژوئن ۱۹۹۵) بازیکن بسکتبال اهل ایالات متحده آمریکا است.